# Гумбаз
Гумбаз, кумбез, гунбаз — буквально: «земляной купол» в значении «купол, построенный из кирпичей, которые изготовлены из глины».
Сложносоставное слово; предположительно состоит из двух слов: гум + базы | баз:
- гум — туркменское «земля», «почва», «пыль», «грязь»; азербайджанское — «песок»[1]; близкое по значению и широко распространённое кум — «песок» на ряде языков Азии.
- базы — «холм», «бугор» — азиатский термин; языковая принадлежность не установлена[2].

Термин имеет несколько значений:
1. купол, свод, покрытие[1] — деталь архитектурного сооружения; архитектурный и строительный термин определяющий куполообразный свод.
2. гробница[1] — антропогенное захоронение, усыпальница, мавзолей — сакральное сооружение купольного типа или постройка, накрытая куполом.
3. храм, часовня, мечеть[1] — архитектурное культовое сооружение.
4. имя собственное ряда населённых пунктов в Центральной Азии.
5. имя собственное географических объектов; это — урочища, летовки, перевалы и другие.
6. верхняя национальная одежда на Арабском Востоке; длинная рубаха с высоким воротом — видимо, производное от «купол», «покрывать».

В значении купол или купольный храм — широко распространённый термин на Ближнем Востоке, в Центральной и Южной Азии. Также встречается в Северной Африке.

## Происхождение термина
Видимо, термин очень древний и может происходить от наименования антропогеновых захоронений, над которыми возводился холм из грунта или камней в виде купола, имевшего в плане — при виде сверху — правильную окружность. В сардобе сферический купол, возведенный из высококачественного жжёного кирпича на качественном растворе, выполнял функции защиты бассейна-хауза с пресной водой от испарения, укрывая хауз тенью, и защищал также хранилище воды от пылевых и песчаных бурь. В малых архитектурных формах купол-гумбаз часто встречается в небольших усыпальницах, мавзолеях и банях. Позднее гумбаз становится излюбленной архитектурной формой и получает широкое распространение в постройках различного типа, размера и назначения. Своё высшее проявление гумбаз получает в грандиозных постройках медресе, мечетей и усыпальниц ханов, шахов, эмиров или возлюбленных жен и дочерей. Термин азиатского происхождения позднее проник в Африку, видимо с арабскими завоеваниями и распространением мусульманской религии.
Египетские пирамиды имеют и другое название: «Великие своды» (Гумбаз-и-хараман).

## Сакральный смысл
По весьма древним верованиям гумбаз — это модель небесного свода, который опирается на плоскость земной тверди; купол над миром, который видит путник ночью над головой.

## Гумбаз в архитектуре и строительстве Азии
Первоначально, как элемент архитектуры и строительная конструкция, гумбаз повсеместно имел до появления бетона и железобетона одно значение: купол, выложенный кирпичной кладкой.
Купола-гумбазы чрезвычайно прочны и долговечны. Это достигается рациональной формой, специально выделанным кирпичом, рецептурой кладочного раствора и техникой и технологией кладки кирпича.
Гумбаз полусферической формы почти всегда обязательный элемент сардобы — сложного гидротехнического сооружения для сбора, хранения и пользования питьевой воды в городах, поселениях, караул-базарах, рабатах и отдельно стоящих сооружениях на дорогах и караванных путях в сухих степях, пустынях и полупустынях.
Гумбаз так же часто является куполом, возведённым над кубической постройкой мавзолея, где куб в сакральной традиции представляет собою образ мира с четырьмя горизонтами-стенами соответственно сторонам света, а купол — образ небесной полусферы, опирающейся на земную плоскость, — то, что наблюдает путник ночью над головою. Классическим памятником такого рода является Мавзолей Саманидов в Бухаре.
Как архитектурный элемент присутствует в облике храмов, общественных бань, жилых построек и других сооружений различного назначения.
Гумбаз как инженерная конструкция появился чрезвычайно давно — не менее тысячи лет назад, и в таком виде был воспринят в европейской культуре. В Европу искусство возведения гумбаза было передано через архитектуру Ближнего Востока и Северной Африки. Вероятно, гумбаз через арабскую культуру проник как элемент архитектуры на Иберийский полуостров.
Со временем гумбаз начинает приобретать изощрённые и весьма сложные формы и в ряде замечательных шедевров мировой архитектуры становиться едва ли не доминирующим декоративным и организующим элементом в архитектонике сооружения. Таковым, например, является великолепный и величественный синий купол-гурбаз усыпальницы Тимура Гур-Эмир в Самарканде.
В Индии Мавзолей Мухамедда Адиль Шаха, который был построен в 1660 году, носит также название Гол Гумбаз («Круглый купол»), и находится в Биджапуре, штат Карнатака.

## Гумбазв этимологииАзии и Африки

### Азербайджан
- Едди Гюнбез, «Семь Куполов» — мавзолей, усыпальницей Ширванских Шахов в селении Мараза
- Гумбаз Низами, «Купол Низами» — мавзолей, усыпальница поэта Абу Мухаммад Илиас ибн Юсуф ибн Заки Муайада, который в качестве литературного псевдонима или «нисба» выбрал имя «Низами». По свидетельству Бартольда конца XIX века «…посреди пути был небольшой гумбаз, который наполовину разрушился. Это могила шейха Низами, от неё до Гянджи семь вёрст». Находится на территории Азербайджана.

### Египет
- Гумбаз-и-хараман, «Великие своды» — другое название Египетских пирамид, Северная Африка.

### Индия
- Гол Гумбаз, «Голубой купол» — другое название Мавзолея Мухаммеда Адил Шаха в городе Биджапур, на юге Индии. В XV—XVII веках город был столицей Биджапурского султаната, занимавшего большую часть полуострова Индостан. Мавзолей был построен в 1659 году. Внутренний зал здания имеет квадратную планировку со стороной около 50 метров. Сооружение венчает голубой купол диаметром 44 метра, считающийся третьим по величине среди построенных в доиндустриальную эпоху. Своими размерами он уступает лишь куполам Софийского собора в Стамбуле и собора Святого Петра в Ватикане.

### Кыргызстан
- Гумбез Манаса, дословно: «Купол Манаса», «Усыпальница Манаса» — другое название мавзолея, который расположен в 22 км к северо-востоку от города Талас в Кыргызстане. Построен из обожженного кирпича, украшенного национальным орнаментом и надписями на арабском языке. Мавзолей венчает остроконечный купол. Одна из надписей на фасаде здания гласит, что в нем покоится дочь богатого эмира. Однако, согласно легенде, мавзолей был построен мастерами из Бухары и Самарканда по приказу Каныкей, жены легендарного героя кыргызского эпоса Манаса. Мавзолей Гумбез Манаса — достояние национальной истории и культуры, особо почитаемое сегодня жителями страны.
- Гумбез Байтик, дословно: «Купол Байтика», «Усыпальница Байтика» — другое название мавзолея, где покоится умерший в 1886 капитан российской армии, уроженец Киргизии Байтик-батыр, который в рядах русской армии воевал с войсками Кокандского ханства. Мавзолей Гумбез Байтик находится в ущелье Ала-Арча, недалеко от Бишкека.

### Узбекистан
- Гумбази Сайидан, «Купол Сейидов» — другое название мавзолея, построенного Улугбеком над могилами Сеидов в 1438.
- Кок гумбаз, «Синий купол» — мавзолей в составе архитектурного комплекса в Ташкенте, неподалеку от площади Хасти Имом. Архитектурный комплекс медресе Барак-хана состоит из медресе и двух встроенных в него мавзолеев, сформированных в течение XV—XVI веков. Первым был построен безымянный мавзолей в восточной части комплекса. Затем появился двухкупольный мавзолей-ханака, построенный в 1530 в честь правителя Ташкента Суюндж-хана Шеибани из узбекской династии Шейбанидов. Однако с течением времени мавзолей претерпел множество перестроек. В середине XVI века сын Суюндж-хана Науруз-Ахмад, прозванный Барак-ханом, пристроил медресе, примыкающее к мавзолею отца. Однако мавзолей остался основой всего комплекса. Его центральный зал, а также безымянный мавзолей и дарсхана увенчаны бирюзовыми куполами на высоких барабанах.

Согласно историческим сведениям, скуфья купола мавзолея Суюндж-хана была покрыта голубыми изразцами, барабан купола украшал звёздчатый гирих с рисунком восьмигранных звезд, набранный из мозаики, поэтому мавзолей называли «Кок гумбаз» («Синий купол»). Однако во время землетрясения 1868 купол разрушился.
- Кок Гумбаз, «Голубой купол» — другое название мечети, которая построена в 1435 году в Самарканде и несколько столетий считалась главной в городе. На портале указано, что мечеть воздвиг Улугбек в память своего отца Шахруха. Купол, покрытый изразцами голубого цвета, имеет диаметр 46 метров; отсюда название мечети.
- Кук Гумбаз, «Голубой купол» — другое название медресе Барак-хана в Бухаре.
- Канесои Гумбаз, «Синагога под куполом» — сооружение, построенное в 1891 году в Самарканде. Первоначально называлась Кнесои Калон («Большая синагога»).
- Кок Гумбаз, «Голубой купол» — пятничная мечеть в городе Карши, расположена рядом с городским рынком, схожа с одноименной мечетью в Шахрисабзе.
- Кук Гумбаз, «Голубой купол» — другое простонародное название мечети Касым Шейха в городе Навои.
- Гумбез-бобо, дословно: «Дедушкин купол» — простонародное название храма, возможно — антропогенного захоронения недалеко от города Ангрена. Другое название — мавзолей Гумбаз бобо. Постройка датируется XI—XII векаТаджикистан

- Кок Гумбаз, Кук Гумбаз, «Голубой купол», таджикское Кўк гумбаз — так иногда называют медресе Абдулатифа Султана в древнем городе Истаравшан, который до 2000 года носил название Ура-Тюбе. Здание медресе с куполом, отделанным голубыми изразцами. Частично разрушено, нуждается в изучении, охране и реставрации.

### Туркменистан
- Геок Гумбез, «Голубой купол» — урочище в пустынной зоне в 70 км севернее Мерва. Здесь расположены три средневековых мавзолея, представляющих традиционный тип однокамерной портально-купольной усыпальницы северо-хорасанской архитектурной школы. Образуют ансамбль вытянутых в линию построек. Купол наиболее крупного сооружения со стрельчатой аркой на главном портале был облицован голубыми глазурованными кирпичами, позднее опавшими. Два других мавзолея сохранились хуже. Нуждается в изучении, охране и реставрации.
- Йети-Гумбаз «Семь холмов» (?) — местность, описанная в сочинении XIX века Фирдаус ал-икбал («Райский сад счастья»), автором которого является узбекский придворный историк, поэт и государственный деятель Шир-Муххамад бен Эмир Авазбий-мираб по произвищу Му‘нис. Предположительно, местность Йети-Гумбаз находилась недалеко от Анбара. Возможно, сегодня это — территория Узбекистана.

## Географические пункты
- Базаи-гумбаз — урочище у северного подножия Гиндукуша, Афганистан.
- Баш-Гумбез, дословно: «голова-купол» — урочище; летовка; место, где в тёплое время года киргизы-скотоводы выпасали скот на Памире.
- Баш-Гумбез, Таш-Гумбез, дословно: «каменный купол» — перевал для выхода из Аличурской долины на озеро Зор-куль на Памире.
- Гумбазы, башкирское Гөмбаҙы — деревня в Стерлибашевском районе Башкортостана, относится к Стерлибашевскому сельсовету, Российская Федерация.
- Джарты-Гумбаз — селение на правом берегу реки Истык, Восточный Памир, Таджикистан (?).